# Orphnaeus validus
Orphnaeus validus är en mångfotingart som beskrevs av Lawrence 1953. Orphnaeus validus ingår i släktet Orphnaeus och familjen kamjordkrypare.
Artens utbredningsområde är Tanzania. Inga underarter finns listade i Catalogue of Life.